# Jakob Vedelsby
Jakob Vedelsby (født 13. marts 1965) er en dansk forfatter. Han er kandidat i Film- og Medievidenskab fra Københavns Universitet. Vedelsby debuterede som forfatter i 1990 og har publiceret digte, romaner og fagbøger. Han er udgivet på seks sprog. Vedelsby holder jævnligt foredrag, underviser i skrivekunst og kreativitet og arbejder freelance som journalist og tekstforfatter.
Jakob Vedelsby var i perioden 2014 til 2017 formand for Dansk Forfatterforening. Fra 2011 til 2013 var han formand for Dansk Forfatterforenings Skønlitterære Afdeling. 

## Legater
Jakob Vedelsby har blandt andet modtaget følgende legater:
- Statens Kunstfond, arbejdslegat, 2006, 2007, 2013, 2016, 2019
- Dronning Ingrids romerske fond, 2008, 2016
- Statens Kunstfond, rejselegat, 2011, 2012, 2015, 2016, 2017, 2018, 2019, 2022
- Statens Kunstråd, arbejdslegat, 2008, 2010, 2013